# Mummer
Mummer ist eine österreichische Band aus Wien.
Im Jahr 2007 war die Band für den FM4 Award, der im Rahmen der Amadeus Austrian Music Award verliehen wird, nominiert.

## Diskografie
- 2006: SoulOrganismState (Album, Klein Records)